# Zapasy na Letnich Igrzyskach Olimpijskich 1952 – kategoria do 57 kg w stylu klasycznym
Zmagania mężczyzn do 57 kg to jedna z ośmiu męskich konkurencji w zapasach w stylu klasycznym rozgrywanych podczas Letnich Igrzysk Olimpijskich 1952. Pojedynki w tej kategorii wagowej odbyły się w dniach 24 – 26 lipca.
Punktacja opierała się na systemie "złych punktów karnych". Przegranemu przyznawano 3 punkty. Zwycięzca otrzymywał zero punktów za wygraną przez "tusz" (łopatki), a jeden punkt za wygraną decyzją trzech sędziów. Uzyskanie pięciu lub więcej punktów karnych eliminowało zapaśnika z turnieju. Najlepsza trójka walczyła w rundzie finałowej. 

## Klasyfikacja[1]
| Miejsce | Nazwisko               | Kraj      |
| ------- | ---------------------- | --------- |
| 1       | Imre Hódos             | Węgry     |
| 2       | Zakaria Chihab         | Liban     |
| 3       | Artiom Terian          | ZSRR      |
| 4       | Hubert Persson         | Szwecja   |
| 5       | Reidar Merli           | Norwegia  |
| 6       | Ferdinand Schmitz      | Niemcy    |
| 7       | Ion Popescu            | Rumunia   |
| 8       | Arvo Kyllönen          | Finlandia |
| 8       | Pietro Lombardi        | Włochy    |
| 10      | Norbert Kohler         | Saara     |
| 10      | Kemal Demirsüren       | Turcja    |
| 12      | Leo Cortsen            | Dania     |
| 12      | Maurice Faure          | Francja   |
| 14      | Oswaldo Johnston       | Gwatemala |
| 14      | Rudolf Toboła          | Polska    |
| 16      | Mahmud Hasan           | Egipt     |
| 16      | Sotirios Panajotopulos | Grecja    |

## Wyniki

### Pierwsza runda[2]
| Zwycięzca         | Punkty karne | Wynik        | Przegrany              | Punkty karne |
| ----------------- | ------------ | ------------ | ---------------------- | ------------ |
| Norbert Kohler    | 0            | Łopatki      | Oswaldo Johnston       | 3            |
| Pietro Lombardi   | 1            | Decyzja, 2:1 | Hubert Persson         | 3            |
| Artiom Terian     | 0            | Łopatki      | Rudolf Toboła          | 3            |
| Kemal Demirsüren  | 0            | Łopatki      | Leo Cortsen            | 3            |
| Zakaria Chihab    | 1            | Decyzja, 3:0 | Ion Popescu            | 3            |
| Arvo Kyllönen     | 0            | Łopatki      | Maurice Faure          | 3            |
| Imre Hódos        | 1            | Decyzja, 3:0 | Mahmud Hasan           | 3            |
| Reidar Merli      | 1            | Decyzja, 3:0 | Sotirios Panajotopulos | 3            |
| Ferdinand Schmitz | 0            | Bez walki    |                        |              |

### Druga runda[3]
| Zwycięzca         | Punkty karne | Wynik        | Przegrany              | Punkty karne |
| ----------------- | ------------ | ------------ | ---------------------- | ------------ |
| Ferdinand Schmitz | 0            | Łopatki      | Norbert Kohler         | 3            |
| Hubert Persson    | 3            | Łopatki      | Oswaldo Johnston       | 6            |
| Pietro Lombardi   | 2            | Decyzja, 3:0 | Rudolf Toboła          | 6            |
| Artiom Terian     | 1            | Decyzja, 3:0 | Kemal Demirsüren       | 3            |
| Ion Popescu       | 4            | Decyzja, 2:1 | Leo Cortsen            | 6            |
| Zakaria Chihab    | 2            | Decyzja, 2:1 | Maurice Faure          | 6            |
| Imre Hódos        | 2            | Decyzja, 2-1 | Arvo Kyllönen          | 3            |
| Reidar Merli      | 1            | Bez walki    |                        |              |
|                   |              | Wycofał się  | Mahmud Hasan           | -            |
|                   |              | Wycofał się  | Sotirios Panajotopulos | -            |

### Trzecia runda[4]
| Zwycięzca      | Punkty karne | Wynik        | Przegrany         | Punkty karne |
| -------------- | ------------ | ------------ | ----------------- | ------------ |
| Reidar Merli   | 2            | Decyzja, 3:0 | Ferdinand Schmitz | 3            |
| Hubert Persson | 4            | Decyzja, 3:0 | Norbert Kohler    | 6            |
| Artiom Terian  | 2            | Decyzja, 3:0 | Pietro Lombardi   | 5            |
| Ion Popescu    | 4            | Łopatki      | Kemal Demirsüren  | 6            |
| Zakaria Chihab | 3            | Decyzja, 3:0 | Arvo Kyllönen     | 6            |
| Imre Hódos     | 2            | Bez walki    |                   |              |

### Czwarta runda[5]
| Zwycięzca      | Punkty karne | Wynik        | Przegrany         | Punkty karne |
| -------------- | ------------ | ------------ | ----------------- | ------------ |
| Imre Hódos     | 3            | Decyzja, 3:0 | Reidar Merli      | 5            |
| Hubert Persson | 4            | Łopatki      | Ferdinand Schmitz | 6            |
| Artiom Terian  | 3            | Decyzja, 3:0 | Ion Popescu       | 7            |
| Zakaria Chihab | 3            | Bez walki    |                   |              |

### Piąta runda[6]
| Zwycięzca     | Punkty karne | Wynik        | Przegrany      | Punkty karne |
| ------------- | ------------ | ------------ | -------------- | ------------ |
| Imre Hódos    | 4            | Decyzja, 2-1 | Zakaria Chihab | 6            |
| Artiom Terian | 4            | Decyzja, 3:0 | Hubert Persson | 7            |

### Runda finałowa
| Zwycięzca      | Punkty karne | Wynik        | Przegrany      | Punkty karne                    |
| -------------- | ------------ | ------------ | -------------- | ------------------------------- |
| Imre Hódos     | 4            | Decyzja, 2:1 | Zakaria Chihab | 6 - (zaliczony wynik z V rundy) |
| Zakaria Chihab | 7            | Decyzja, 2:1 | Artiom Terian  | 7                               |
| Artiom Terian  | 8            | Decyzja, 3:0 | Imre Hódos     | 7                               |